# Mutriku
Mutriku en basque ou Motrico en espagnol est une commune du Guipuscoa dans la communauté autonome du Pays basque en Espagne. C'est le port de pêche le plus occidental de la province : il est limitrophe du village d'Ondarroa, situé quant à lui dans la province de Biscaye.

## Toponymie
Il existe deux façons de transcrire le nom de cette municipalité. Mutriku est la manière dont on a traditionnellement transcrit le nom de la municipalité. Motrico a été son nom officiel depuis le XIIIe siècle jusqu'à 1980. Il est aussi considéré comme le nom officiel de la ville en castillan. En basque, toutefois, on utilisait généralement la manière populaire « Mutriku », qui est devenu officiel en 1980 quand il a été adopté par la mairie. Il est actuellement considéré comme le nom officiel de la commune en basque. Depuis 1989 Mutriku est la seule dénomination officielle éditée dans le BOE, ce pourquoi il est aussi utilisé actuellement dans des documents officiels en espagnol. Au Pays basque il est actuellement plus habituel d'utiliser le nom de Mutriku pour se référer à la ville, même en espagnol.
L'origine du toponyme est l’objet de débats. D'abord on ne sait pas si le toponyme est né avec la fondation de la ville en 1209 ou s'il l'a précédé. Puisque dans des documents du XIIIe siècle il figure sous le nom de « Mortrico », « Motrico » et surtout « villa Nueba de Motrico ». On peut déduire que le toponyme existait précédemment.
On a identifié Motrico avec la localisation de l'ancienne localité pré-romaine de Tritium Tuboricum, agglomération citée par le géographe grec Claudios Ptolemaios sur le territoire de l'ancienne tribu des Vardules. L'identification Motrico - Tritium Tuboricum est toutefois problématique, puisqu'elle a été effectuée plus par la supposée similitude des noms que par un autre type de facteurs. De fait, le géographe plaçait Tritium Tuboricum dans le pays vardulevárdulo, et non sur la côte, et le passage qui fait allusion à sa situation sur des bords du Deba est douteux. Quelques auteurs basques considèrent toutefois que l'ancienne Tritium Tuboricum a pu être le bourg d'Astigarribia, situé quelques kilomètres vers l'intérieur en suivant le cours de la rivière Deba. Astigarribia est actuellement un quartier rural de Mutriku, mais a formé une bourgade précédant la fondation de la ville (son église est considérée comme la plus ancienne de Gipuzkoa) et on a trouvé des vestiges de présence romaine à Astigarribia.
Sur la possible dérivation du nom Mutriku à partir de celui de Tritium Tuboricum il n'y a pas d'unanimité. Le linguiste allemand Gerhard Bähr (qui était né au Pays basque), pensait que Tritium Tuboricum était un toponyme d'origine celte et proposait une évolution Tuboricum → But (ou) ricu → Mutriku, pour expliquer l'origine du nom. Koldo Mitxelena considérait que cette explication était phonétiquement satisfaisante, mais n'était pas très convaincu de l'étymologie proposée par Bähr. D'autres historiens et chroniqueurs classiques comme Esteban de Garibay pensaient que Mutriku était l'ancienne Tritium Tuboricum, mais faisaient dériver le nom de la population de Mons tritium (montagne de blé en latin). Le basque gari peut se traduire comme blé. Garibay soutenait que le toponyme était composé de « Montagne » et de « Trico », Garibay justifiait ce nom parce qu'à l'entrée du port de cette ville il y avait un galet pointu qui était connu comme Trico (a) (mot signifiant hérisson en basque). Actuellement hérisson est dit triku en batua (basque moderne) et trikuharri (littéralement pierre de hérisson), c'est le nom que l'on donne aux dolmens en basque.
Le gentilé est motriqués/motriquesa en espagnol et mutrikuarra en basque, ce dernier étant aussi largement utilisée en parlant en espagnol dans la zone.

## Situation et accès
Dans la limite nord-ouest de la province et de la comarque, située en face de la Biscaye il est étendu sur la mer dans des hautes "alcantilados" qui laissent, en la marée basse, des zones de bain et de la pêche dans laquelle on ouvre un certain petit banc de sable. Les plages situées dans l'embouchure du fleuve Deba et Artibai et éloignées du centre urbain sont, celle du Deba, comme dit son nom, Ondarbeltz, de sable noir et avec une certaine roche et celle de l'Artibai de sable jaune fin. On peut encore apprécier la plateforme côtière qui vient depuis Zumaia. Le centre urbain est placé dans une petite baie équidistante entre les deux embouchures. Dans cette baie se situe le port et, en montant par la pente, les bâtiments qui conservent le caractère médiéval.

## Communications
Mutriku est éloignée des principales voies de communication de la zone, ce qui fait qu'elle soit relativement isolée. Elle est située à 3 km du chef lieu Deba, par où passent la route nationale N-634, l'autoroute A-8 et le chemin de fer à voie étroite d'Euskotren (les chemins de fer basques) qui passe par Eibar distante de 23 km et relie la capitale du Gipuzkoa (Saint-Sébastien), à 46 km, et celle de Biscaye (Bilbao) distante de 70 km.
La route provinciale GI-638 traverse la municipalité en reliant la N-634 depuis Deba à la BI-3222 à Ondarroa. C'est la voie principale de communication, bien qu'il y ait une autre route locale qui arrive de Mendaro en passant par le haut du Calvaire.
Mutriku est bordée par les municipalités suivantes : au sud-ouest par Markina (Biscaye), au sud par Mendaro, à l'est par Deba et à l'ouest par Berriatua et Ondarroa (Biscaye).

## Quartiers
Outre le centre urbain qui se situe sur le port où vit entre 85 et 90 % de la population, la municipalité de Mutriku est composée des quartiers ruraux suivants. Les données datent de 2007.
- Astigarribia : 42 hab.
- Artzain Erreka : 4 hab.
- Galdona, aussi appelé Galdonamendi : 98 hab.
- Ibiri : 65 hab.
- Laranga : 161 hab.
- Mixoa : 153 hab.
- Mizkia : 5 hab.
- Olabarrieta : 39 hab.
- Olatz : 46 hab.

## Hydrographie et orographie

### Hydrographie
La rivière Deba limite la commune à l'est, quelques petites sources qui naissent dans la commune s’y déversent par l'Olatzgoiko erreka, l’Añoerreka, Jarrolatza erreka et la Txokorrekua. À l’ouest se produit la même chose avec l’Artibai, bien que dans ce cas la rivière qui fait la limite soit la Mijoaerreka qui aboutit à la plage de Saturraran dans la baie de l'embouchure de l'Artibai. La Saturraran forme un petit bassin qui reprend les eaux provenant d'Olatz et des montagnes alentour, avec les rivières : Errekabeltz, Armentxako erreka, Ziñoaetxeberriko erreka, Artzainerreka, Aldaberreka, Bidekoaerreka, Ondaberroerreka et Kurpitako erreka (erreka signifiant « rivière » en basque). Entre ces deux bassins, celle de la Deba et celle de la Saturraran, il y a un autre petit bassin qui descend du Calvaire et parcourt le centre urbain et les alentours, ses rivières sont : Errekaundi, Idurreko erreka, Leizarreko erreka, Maldomin erreka, Xoxuarterreka et Lasaoko erreka.

### Orographie
L'orographie de Mutriku est marquée par la montagne Arno (608 m) qui est située sur la municipalité et couverte de petits chênes cantabriques. Elle est composée d'une couche de roche calcaire dissimulée par les forêts autochtones et les forêts de conifères des exploitations forestières. Le relief est très accidenté avec de fortes pentes vers les vallées étroites et petites. La côte, draguée, est formée de la plateforme rocheuse côtière du Guipuscoa.

## Histoire
Les grottes de Jentiletxe (voir la Mythologie basque) II, Kiputz IX Langatxo et Iruroin donnent un témoignage, grâce aux découvertes dans ces dernières de l'occupation de ces terres dans des périodes préhistoriques qui remontent au Paléolithique supérieur.
La fondation de ville de Mutriku est validée en 1209 par un édit du roi de castille Alphonse VIII qui lui a accordé une Charte de peuplement et la possibilité de fermer le noyau urbain (il y a encore des restes de cette muraille).
Le centre médiéval a été développé et on a construit d'importants palais et maison grille appartenant aux familles aristocratiques et quelques autres dont les richesses venaient du commerce maritime ou du travail comme marins dans l'Armée. En 1553 un incendie a détruit une grande partie de la ville en épargnant quelques maisons de pierre et détruisant toutes celles en bois.
Au XIXe siècle, avec le maire Cosme Damián Churruca, Mutriku connaît une révolution urbaine dans laquelle on ouvre deux places situées aux extrémités du centre urbain. On construit dans le lieu où se trouvait l'ancienne église qui, étant donné son état de ruines, est démolie. L'autre, dans l'autre extrémité, avec la construction de la nouvelle église de style néo-classique en créant la place avec la mairie.
Pendant la guerre d'Espagne, la plage de Saturraran, située sur la commune, est le lieu de détention de nombreuses femmes républicaines par les nationalistes.
Le XXe siècle a apporté l'extension du port et ses installations, et le XXIe, d'autres nouvelles extensions avec l'intention de renforcer la pêche et le tourisme. Il faut souligner que cette nouvelle extension a entraîné la construction d'une centrale électrique houlomotrice.

## Patrimoine

### Patrimoine historique
- La prison centrale de Saturraran, prison pour femmes de la dictature franquiste, située sur la plage de Saturraran[7].

### Patrimoine civil
- Palais Galdona : baroque, avec une façade impressionnante avec blason armes esquinero et d'un grand avant-toit taillé.
- Maison de Churruca : construite par le général Gaztañeta en 1731.
- Palais Zabiel : du XVIe siècle. Avant-toit impressionnant et blason.
- Maison indigène de Churruca : bâtiment du XVIIIe avec un blason d'armes des Churruca où est né Cosme Damián Churruca.
- Loja Zaharra: bâtiment du XVIIIe siècle, ancien marché de pêcheurs. Aujourd'hui maison sociale de la marine.
- Tour Berriatua : antérieur à 1553, bâtiment de pierre sablonneuse jaune. À souligner les hauteurs des fenêtres et des portes.
- Palais Montalivet : construite par l'architecte Ibero au XVIIIe siècle.
- Maison Olazarra-Mizquia : avec façade de sièges qui date du XVIIe siècle. Il a un grand blason d'armes.
- Musée Bentalekua : habilité dans l'ancien marché de vente de poisson. On montre la méthode traditionnelle de vente par boule, outils et équipements en rapport avec la pêche.

### Patrimoine religieux

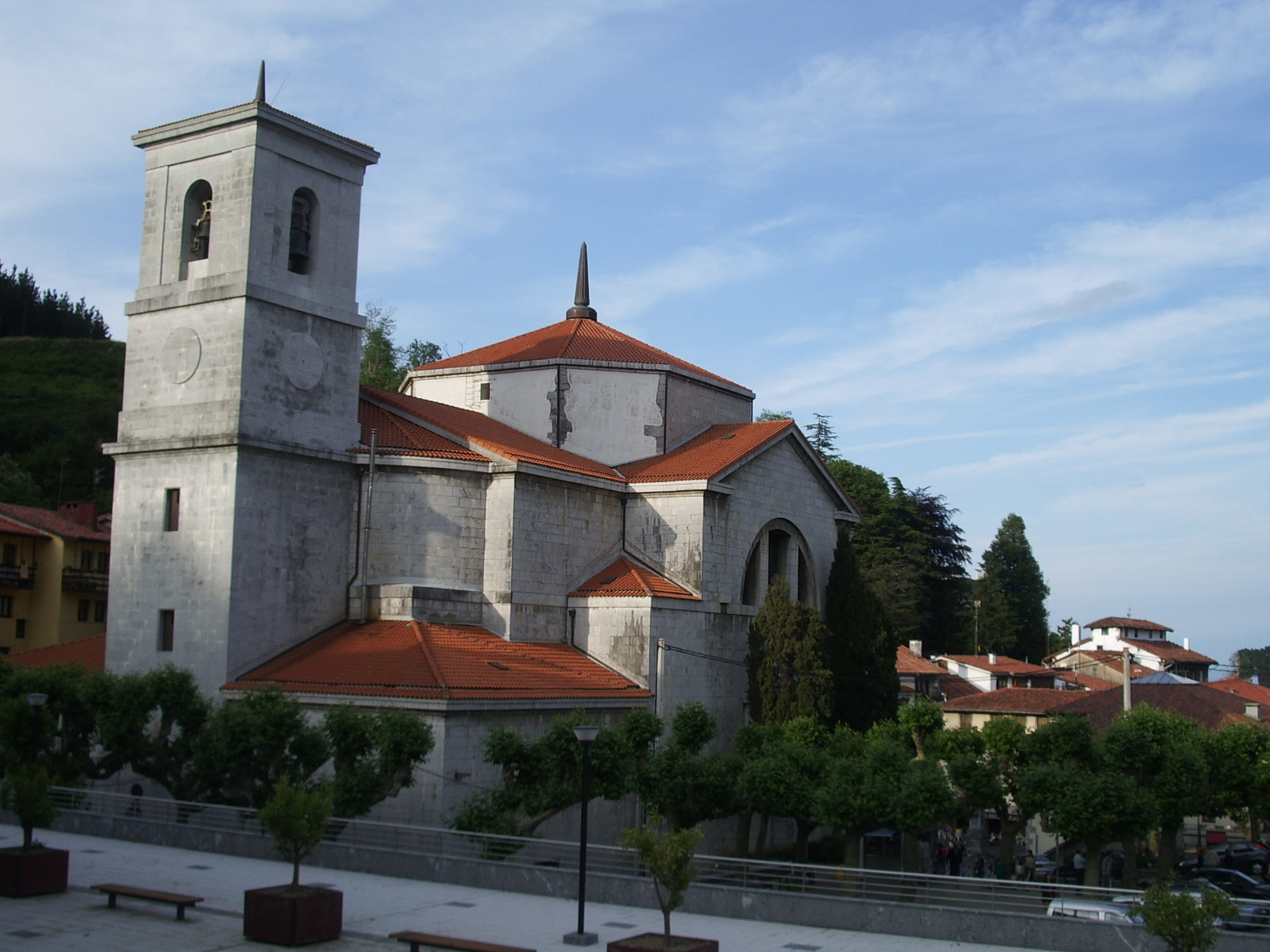
Jasokundeko Ama Birjina

- Église Jasokundeko Ama Birjina : néo-classique avec un vaste perron d'accès. À l'intérieur, il y a un Christ attribué aux Grecs.
- église de San Andres d'Astigarribi : qui a été considérée parmi les plus anciennes de la province de Gipuzkoa pour avoir des éléments considérés pré-romans comme une fenêtre en arc de fer à cheval. Des études postérieures ont révélé que ces éléments sont du XIe siècle.

## Personnalités
- Juan Gamboa (XVe): général.
- Juan Antón de Astigarribia (XVIe): marchand et commerçant.
- Domingo de Irure (XVIe): amiral qui affronta le corsaire Francis Drake dans le détroit de détroit de Magellan.
- Pascual de Iturriza (XVIe): architecte.
- Hernando de Lizaola (XVIe): général.
- Pedro de Lizaola (XVIe): évêque de Tripoli.
- Domingo de Dornutegui (XVIIe): amiral durant le royaume de Philippe III d'Espagne.
- Rodrigo de Guilistegui (XVIIe): amiral.
- Juan de Iturriza (XVIIe): amiral.
- Miguel Vidazábal (XVIIe): amiral.
- Antonio Gaztañeta, (1656-1728), amiral et architecte naval.
- Cosme Damián de Churruca, (1761-1805) scientifique et brigadier de l'Armada. Héros de la bataille de Trafalgar.
- Julián de Churruca: avocat, philologue et héros de la guerre d'indépendance espagnole.
- Juan Bautista Acillona (1832-): politicien libéral fueriste.
- José de Churruca (1791-1849): juge et politicien. Il devint député et sénateur.
- Evaristo de Churruca y Brunet (1841-1917): ingénieur. Premier Conte de Mutriku.
- Juan Pesón, Juan de Landa (1894-1968): acteur de cinéma.
- José María Pagoaga, Patxi Pagoaga (1952-1995): joueur de handball.
- José Antonio Arcocha Martija (1911-1996) : écrivain en langue basque.
- Ángeles Flórez Peón (1918-2024) : ancienne prisonnière la prison de Saturraran, considérée comme la dernière soldate vivante républicaine espagnole.
- Sabino Andonegui (1931) : footballeur et entraîneur.
- Francisco Churruca (1936) : pelotari à la cesta punta.
- Dionisio Urreisti (1943) : footballeur.
- Guillermo Andonegi (1949) : sculpteur.
- Xiri Andonegi (1955) : sculpteur.
- Imanol Andonegi (1958) : sculpteur.
- Juan Carlos Pérez Gómez (1958) : musicien et membre du groupe de rock Itoiz.
- Luciano Iturrino (1963): footballeur.
- Peio Arreitunandia (1974) : cycliste professionnel.
- Estitxu Arozena (1975) : bertsolari.
- Axular Arizmendi, DJ Axular : musicien électronique et DJ.

La majeure partie des membres des groupes Itoiz et Delirium tremens sont originaires de Mutriku.

### Sources
- (es) Cet article est partiellement ou en totalité issu de l’article de Wikipédia en espagnol intitulé « Motrico » (voir la liste des auteurs).